# 丰收锣鼓
《豐收鑼鼓》又稱小五番，是一個源于民間打擊曲种，發源於明末清初，苏、皖两地。
《豐收鑼鼓》作為樂曲標題，被用於多首不同類型的樂曲。

## 古箏獨奏曲

### 历史
李祖基作曲于1972年。樂曲以山東民間音調為基礎，音樂具有鮮明的山東民間音樂特點，表現了豐收節時的歡樂場景。

### 组成部分
全曲分3部分：
1. 以歡快的鑼鼓節奏，慶祝豐收
2. 抒情的慢板，展現山東農村的生活場景
3. 再現的形式喜慶豐收。

## 民族管弦樂曲

### 历史
由彭修文、蔡惠泉創作於1972年，具山東省音樂的特點。此曲曾于1986年被用于中国中央电视台春节联欢晚会的开场曲。

## 外部連結
- YouTube上的〈豐收鑼鼓〉，項斯華古箏獨奏